# فرارا
فرارا نام شهر و کمون در ناحیه امیلیا-رومانیای در شمال ایتالیا است.
این شهر مرکز استان فرارا می‌باشد.
فرارا در ۵۰ کیلومتری شمال-شمال شرقی شهر بولونیا قرار گرفته‌است.
این شهر در کنار کانال پو دی وولانو که شاخه اصلی رودخانه پو است، قرار گرفته‌است.
فرارا خیابانهای پهن و مکانهای متعددی دارد که به قرنهای چهاردهم و پانزدهم میلادی تعلق دارند.
از آنجایی که این شهر از لحاظ زیبایی و فرهنگی مهم است،
جزئی از سازمان یونسکو و میراث جهانی یونسکو بحساب می‌آید.
در سالهای اخیر فعالیتهای صنعتی در این شهر از سر گرفته شده‌است.
فرارا در راه‌آهن اصلی بین شهرهای بولونیا و پادوا و ونیز قرار گرفته‌است.